# Autòlic (fill d'Hermes)
Segons la mitologia grega, Autòlic (en grec antic Αὐτόλυκος, i en llatí Autolycus) va ser un heroi, fill d'Hermes i de Quíone, o també d'Estilbe o de Filonis, filla d'Eòsfor. Va casar-se amb Mestra, filla d'Erisícton. Pel seu pare Hermes, tenia el do de robar sense que mai el descobrissin, i tenia una llarga llista de furts: va robar a Amíntor un casc de cuir que va donar a Ulisses, el seu net, que aquest heroi va portar en l'expedició nocturna que fa fer contra Troia amb Diomedes. Després, li va robar els ramats a Èurit, a Eubea, i va intentar robar, sense èxit, els animals a Sísif, que els va descobrir, ja que els tenia marcats de forma especial. Quan Sísif va estar-se a casa d'Autòlic mirant de trobar els animals robats, aquest el va unir en secret amb la seva filla Anticlea, a la qual donà immediatament en matrimoni a Laertes. Fou el mestre de lluita d'Heracles i participà en l'expedició dels argonautes. De vegades se'l fa avi de Jàson per la seva filla Polimeda, casada amb Èson.